# Kantongerecht Aalten

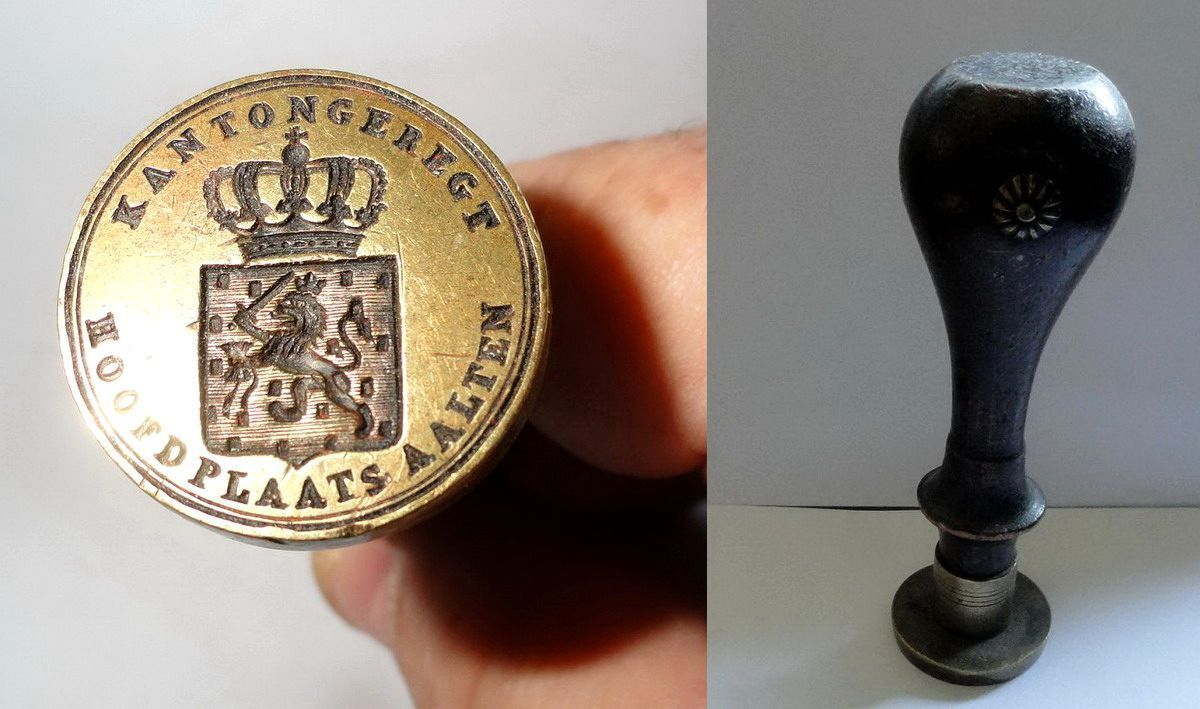
Lakstempel van het Kantongerecht Aalten

Het Kantongerecht Aalten was van 1838 tot 1877 een van de kantongerechten in Nederland. Het werd in 1838 gevormd uit het voormalige vredegerechten Aalten en Winterswijk. Het hield zitting in het gemeentehuis van Aalten aan de Markt. Dit gerecht bestreek het vierde kanton van het arrondissement Zutphen en was op basis van de Wet van 1 juli 1830 geklasseerd als kantongerecht der vijfde klasse. In 1877 werd het kantongerecht van Aalten opgeheven en werd het rechtsgebied verdeeld over de kantongerechten van Groenlo en Terborg.

## Kantonrechters en griffiers van het kantongerecht te Aalten 1838-1877
| Ambtsperiode | Kantonrechter                                  | Bijzonderheden |
| ------------ | ---------------------------------------------- | --- |
| 1838-1855    | Joseph Gerard van der Schaaff (1798-1877)      | voorheen vrederechter te Aalten, eervol ontslagen                                                                   |
| 1855-1877    | Frederik Willem Jacob Immink (1822-1893)       | voorheen griffier van het kantongerecht van Aalten, daarna kantonrechter te Groenlo                                 |
| Ambtsperiode | Griffier                                       | Bijzonderheden |
| 1838-1839    | Jan Derk Schepers (1800-1848)                  | voorheen griffier van het vredegerecht te Aalten, daarna gemeenteontvanger te Dinxperlo                             |
| 1839-1843    | Jillis van Buul (1803-1843)                    | voorheen brievengaarder te Aalten, overleden in functie                                                             |
| 1843-1852    | Bernard Andries Roelvink (1818-1882)           | voorheen substituut-officier van justitie bij de arrondissementsrechtbank te Zutphen, daarna notaris te Aalten      |
| 1852-1855    | Frederik Willem Jacob Immink (1822-1893)       | voorheen advocaat te Borculo, daarna kantonrechter te Aalten                                                        |
| 1855-1877    | Cornelis Philippus Jacobus Penning (1817-1888) | vroegere functie niet bekend, in 1877 op wachtgeld gesteld in verband met opheffing van het kantongerecht te Aalten |